# Åbyggeby
Åbyggeby est une localité de Suède dans la commune de Gävle située dans le comté de Gävleborg.
Sa population était de 1 019 habitants en 2019.